# ПФК „Светкавица“
 За новия отбор със същото име вижте ФК „Светкавица“.  
„Светкавица“ е футболен клуб от град Търговище, България.

## История
Основан е на 6 юли 1922 г. след обединение на кварталните спортни клубове Левски (основан 1919 г.) и Ботев. Рекордьор е по участия във всички формации на Б група в България. Играл е в Б група 43 сезона, като най-големите му успехи са: второ място през сезон 1973/74, полуфиналист за Купата на Съветската армия – 1984/85, четири пъти осминафиналист в турнира за Купата на България: два пъти за Купата на Съветската армия – 1967/68 и 1981/82 и два пъти за Купата на България – 2001/02 и 2004/05. В Търговище през отделни периоди са съществували различни футболни отбори: Левски, Ботев, Светкавица (от 1941 до 1947 г. Шипка), Младина – преименуван на Рекорд, а по-късно и на Левски 25 (през 1926 г. се присъединява към Светкавица), Никола Симов (1932 г.) и др. В края на 1949 г., вследствие на поредната реформа на физкултурното движение в страната, в града започват да се обособяват доброволни спортни организации, най-известна от които е Септември (1953 г.). През 1957 г. те са обединени под името ДФС Димитър Бурков, преименувано през 1963 г. отново на Светкавица. През 1985 г. на негова основа се образува ФК „Светкавица“, който започва да се развива самостоятелно. Основният екип на Светкавица е изцяло в синьо, а резервният изцяло в бяло. Футболистът Борис Стоянов е рекордьор на България по участия във всички формации на Б група с 544 мача, а рекордьор по отбелязани голове за Светкавица в Б група е Димо Вълев със 105 гола.[източник? (Поискан днес)]

### 1912 – 1913 г.
Правят се първите опити да се играе футбол в Търговище. Най-напред от членовете на създаденото гимнастическо дружество „Герловски юнак“ и на още по-старото колоездачно дружество „Орел“. Първата футболна топка е донесена от учителя по гимнастика Илиев от гр. Лом и се започват занятия с ученици. Създават се първите махленски клубове „Левски“ и „Ботев“ в махалата около бившето училище „П.Р. Славейков“ /сега 8-а ЦДГ/

### 1922 г.
На 6 юли 1922 г. двата клуба „Левски“ и „Ботев“ се обединяват и се създава спортен клуб „Светкавица“ с което се поставя началото на организирания футбол в града. Провежда се учредително събрание и се избира ръководство. Така основан при крайно трудни обществено – политически и материални условия футболния клуб приема своя програма и устав с ръководство: Симеон Абаджимаринов – председател, Николай Славчев – профпредседател, Дамян Панайотов – секретар – домакин и контролна комисия: Кирил Банов: – председател: Илия Габровски – секретар и Захари Неделчев – член. Домакин – Жерай Гарабедов.
Между имената на първите футболисти на „Светкавица“ са: Стефан Джамбазов, Кеворк и Жерай Гарабедови, Арпиар Арадиян, Ховсег Чибен, Николай Славчев, Васил Костадинов, Тодор Маджаров, Еню Бояджиев, Труфо Николов, Илия Габровски, Кирил Банов, Димитър Бъчваров и др.
Футболния клуб записва в своя устав като основна цел „физическо развитие на младежта, привикване на членовете на клуба към, устойчивост, сила, ловкост, сръчност, инициатива, независимост, солидарност и сближение.“
Списък на един от първите състави на футболния отбор на спортен клуб „Светкавица“ в началния период:
- Вратар: Димитър Бъчваров
- Бегове: Кирил Банов, Кеворк Гарабедов
- Полузащитници: Георги Господинов, Еню Бояджиев, Николай Славчев
- Нападатели: Илия Габровски Атанас Георгиев Христо Краев Цоню Филев Петър Георгиев Стефан Узунов

### 1922 – 1925 г.
По примера на „Светкавица“ младежи от махалата под боровата гора създават свой клуб „Младина“ с председател Богдан Купенов. Последствие те се обединяват с други махленски клубове и вземат името „Рекорд“. Първият мач между „Светкавица“ и „Младина“ се играе на поляната под боровата гора и завършва при резултат 4:0 за „Светкавица“. През 1925 г. „Рекорд“ се преименува в „Левски 25“, а през 1926 г. се присъединява към „Светкавица“ и приема нейното име. Богдан Купенов става председател от1926/1934 г.

### 1926 – 1930 г.
Поставя се началото на първите по-организирани прояви на клуба. Първите стъпки на футболния терен са плахи и неуверени. Играят се мачове предимно между отделните секции на клуба. Не закъсняват и първите извънградски прояви с отбори от Шумен, Попово и Разград.

### 1934 – 1945 г.
През месец май 1934 г. „Светкавица“ се регистрира като самостоятелно сдружение в Шуменския окръжен Съд и става член на тогавашната национална спортна федерация. Продължават футболните прояви на СК „Светкавица“ с току-що създадения нов ФК „Никола Симов“ 1932 г. / Двата отбора се включват в държавното първенство и попадат в една група със силните и по-богати Шуменски клубове „Хан Омуртаг“ и „П. Волов“, с Поповския „Кубрат“ и Разградския „Ботев“ през 1938 г. „Н. Симов“ пробива в първенството в спорната област и участва в турнира за попълване състава на Националната футболна дивизия. През 1940 г. Областен представител в турнира за царската купа е „Светкавица“. Но и тук жребия е много тежък. Гостуване в Русе на бившия член на Националната дивизия „Левски“ и последва загуба 1:8. В този период светъл лъч както за „Светкавица“ така и за нейните привърженици победата в областния турнир за купата „Електра“ през 1941 г. на финал игран в Нови Пазар.

### 1945 г.
Първите години след Втората световна война „Светкавица“ се включва в републиканското първенство в състава на Дунавската футболна група заедно с отборите на „Локомотив“ „Динамо“ и „Русенец“ от Русе, „Септември“ Силистра „Лудогорец“ Разград и „Тутраканец“ Тутракан. Отбора се класира на 6 място в групата.
Ето състава на „Светкавица“
- Вратари: Иван Йорданов, Руси Бобев, Михаил Ангелов.
- Защитници: Сашо Попов, Тодор Капралов, Петър Агов, Рафаил Александров
- Полу-защитници: Страхил Янков, Стоян Сапунджиев, Доню Панайотов, Георги Дамянов /Пенчето/
- Нападатели: Николай Дънков, Илия Бояров, Христо Грозданов, Агропан Гарабедов, Михаил Русев, Райчо Хараланов

### 1949 – 1957 г.
В страната се извършва реорганизация на физкултурното и спортно движение. Създават се Доброволни спортни организации /ДСО/. Така в Търговище се създават: „Строител“, „Червено знаме“, „Септември“, „Динамо“, „Локомотив“. Състезателите на „Светкавица“ преминават съответно в тях. През 1956 г. „Септември“ става член на „Североизточната“ Б РФГ и заема 9 място в крайното красиране което не им позволява през следващата 1957 г. да играе голямата Б РФГ.

### 1957 г.
ДСО престават да съществуват. Създава се Български Съюз за Физкултура и Спорт, като на териториален принцип се изграждат Дружества за Физкултура и Спорт /ДФС/. Футбола влиза в състава на тази структура, като в Търговище дружеството взема името на Димитър Бурков – участник в антифашиската борба и създател на „Светкавица“.

### 1957 – 1959 г.
Футболния отбор на ДФС „Светкавица“ участва в първенството на Б РФГ и се класира на 6 място. В следващата 1958/1959 г. е 15-и изпада от състава и. По това време срещите се играят колодрума/ до казармата/ и на старото игрище /до гимназията/

### 1962 г.
Забележителна година за Търговищкия Футбол. Футболния отбор на клуба се включва в Б РФГ където непрекъснато е състезава до 1987 г. През този период, пхрез редиците на „Светкавица“ преминаха стотици футболисти, които оставиха трайни следи в развитието на футбола, както на новооткринтия стадион „Д. Бурков“ така и по стадионите на страната. Това са състезателите от състава на отбора през първенството 1962 /1963 г.:
Климент Данов, Георги Глехчев, Тончо Маринов, Ненко Драганов, Борис Стоянов, Димо Вълев, Величко Стоилов, Добри Николов, Бончо Петров, Иван Енчев, Манчо Манев, Ангел Монллов, Георги Капанов, Иван Станев, Веселин Чобанов, Ангел Христов и др. и тези от по-късните години Борис Якимов, Красимир Тодоров, Андрей Андреев, Донко Донков, Стоян Николов, Пламен Донев, Иван Тодоров, Мирослав Господинов, Христо Котев, Младен Трайков, Петко Марков и др.
През този период като треньори преминаха редица известни футболни специалисти като:
Георги Янков /Гьоцмана/, Димитър Бончев, Тодор Капралов, Петър Аргиров, Манол Манолов, Димитър Миланов, Гацо Стоянов, Петър Минчев, Борис Павлов, Атанас Цанов, Борис Ангелов и др. През всички тези Двадесет и пет първенства /1962/1987 г. / „Светкавица“ изигра 908 срещи.
През този период отбора ежегодно участваше за купата на тогавашната Съветска армия.
По-важни срещи са „Миньор“ Перник през 1966 г. с ЦСКА София през 1967/1985 г. и др.
В добра посока се развиваше и детско-юношеския футбол. През 1961 г. футболния отбор на „Светкавица“ – деца с треньор Димитър Бончев стана Републикански шампион. През 1979 г. ЮСФ достигнаха до 1/4 финал Републиканската спартакиада, а през 1980 г. в първенството за средношколци Търговищкия отбор стигна до полуфинал През първенствата 1984 – 85, 1985 – 86, 1986 – 1987 г. „Свеиткавица“ участва в свормираната единна Б РФГ и заема съответно пето, шесто и двайсето места, като през 1987 г. изпада във В АФГ.

### 1985 г.
В България настъпва реорганизация на структурата в развитието на футбола. Създава се самостоятелна организация Български футболен съюз и по места се учредяват структурите на съюза – футболни клубове, а на територията на окръзите – Областни съвети на БФС.

### 1988 – 1989 г.
„Светкавица“ участва в първенството на Североизточната В АФГ, където изигра 68 срещи за двете години и през втората година се класира на I място.

### 1989 – 1990 г.
ФК „Светкавица“ се състезава в първенството на професионалния футбол като член на единната Б РФГ, където продължава да се състезава с изключение на първенствата 1995 – 96 г. и 1996 – 97 г., когато онтово изпада и се състезава в Североизточната В АФГ Варна. През този период /1989 – 2002 г./ „Светкавица“ е изиграла 401 срещи. Най-добри резултати са постигнати през спортно-състезателната 2001 – 2002 г. – 5-о място и 2000 – 2001 г. – 7-о място. През тези години настъпиха дълбоки провени в организацията на ДЮФ. Със своите гарнитури клуба ежегодно участваше в първенствата на зона Варна, зона Русе и всички Републикански първенства. По-забележитнелни резултати са:
- 1997 г. – Републиканско първенство за ученици
- 5 – 8 клас – IV място
- 9 – 12 клас – Републикански първенец

ЮСФ в Републиканското първенство достигат до полуфинал.
Като треньори на „Светкавица“ в този период работиха Стефан Величков отПлевен, Иван Зафиров от София, Стефан Капралов от София, Валентин Вълчев, а в детско-юношеския футбол – Петър Сотиров, Стоян Николов, Камен Василев. През този период незабравими спомени оставиха на „Светкавица“ от участието за купата на България с ЦСКА – София през 2000 г., „Литекс“ – Ловеч през 2001 г. и др. Много футболисти със своето дългогодишно участие в отбора на „Светкавица“ оставиха трайна диря в 80 – годишния летопис на града. Между тях са: Борис Стоянов – участвал в 17 първенства с 54 мача. Мирослав Господинов – 383 мача, Иван Тодоров – 365 мача, Пламен Донев – 355 мача и др.
Листата на голмайсторите се води от Димо Вълев със 105 гола, Андрей Андреев с 82 ф., Петко Марков – 76, Николай Бъчваров – 62. От редиците на „Светкавица“ израснаха и преминаха да се състезават в отбори от А РФГ над 30 състезатели. Между тах са Тодор Капралов – в „Славия“ – София, Илия Бояров – в „Локомотив“ – София, Петър Агов „Черно море“ Варна, Ненко Ненков в „Сливен“ – Сливен, Доньо Панайотов – „Строител“ София, Тончо Маринов – „Етър“ Велико Търново, Светослав Бърганичков – „Левски“ София и др. На територията на страната през 1996 г. се учреди и ФК „Академик“ – БОНА към филиала на Благоевградския университет участник в Североизточна В АФГ, през 2001 г. ФК „Енергия“ също е участник в тази група. От редиците на „Светкавица“ израснаха много съдии делегати, които имат съществен принос за развитието на футбола, както в Търговище, така и в страната. Между тях са Неделчо Сапунджиев, Васил Абаджиев, Генчо Стоилов, Янаки Иванов, Богомил Цанов, Димитър Стоименов, Исмет Шукриев, Хърфан Мизанов и др. През 2000 г. СК „Светкавица“ се преобразува в Акционерно дружество като ПФК „Светкавица-1922“ – АД с акционери Община Търговище, инж. Петко Матеев и инж. Пламен Панайотов. Периода след 1990 г. в развитието на футбола съвпадна и с настъпилите дълбоки обществено политически промени в страната. Това наложи ръководителите на клуба през този период макар и трудно при нови условия на живот да преустроят своята дейност, както във финансовата издръжка дейността на клуба, така и в успешното представяне в първенството. Отделено бе голямо внимание на подготовката на собствени футболисти, както и успешното провеждане на трансферната политика на клуба. Извърши се добро взаимодействие при общуване на преуспяващи бизнесмени на държавни и частни фирми към проблемите на футбола.
С тяхна помощ и особено на ЛВК „Вимпром“, „Енергия“, „Ботълинг къмпани“, община Търговище футбол в нашия град не само оцеля но и успешно се представя в първенството на първа лига. От 1999 г. основен спонсор и президент на ПФК „Светкавица – 1922“ АД е инж. Петко Матеев – Директор на ЛВК „Вимпром“ – Търговище. Футболния клуб ползва три стадиона – „Д. Бурков“, „Н. Камов“ и Работническия стадион.

### 2002 – 2003 г.
В навечерието на Юбилея „Светкавица“ участва в републиканско първенство както следва:
- Мъже – първа професионална лига
- Дублиращи отбори – източна група
- ЮСВ – североизточна юношеска зона Варна
- Деца и ЮМВ – зона Русе
- 12 аматьорски отбора участват в Областното първенсто

## Успехи
- Второ място в Северната „БРФГ“ – 1973/74
- Полуфинал за Купата на Съветската армия – 1984/85
- Осминафинал за Купата на Съветската армия – 1967/68, 1981/82
- Осминафинал за Купата на България – 2001/02 и 2004/05
- Класиране в А футболна група за сезон 2011/12 след извънреден бараж за попълване на групата срещу ФК Етър.

## Наименования
- Светкавица (6 юли 1922 – 1957)
- Димитър Бурков (1957 – 1963)
- Светкавица (1963 – 20 юли 2000)
- Светкавица 1922 (20 юли 2000 –)

## Известни футболисти
- Димитър Бъчваров
- Димо Вълев
- Еню Бояджиев
- Николай Славчев
- Илия Габровски
- Тончо Тонев
- Цоню Филев
- Стефан Джамбазов
- Марин Ганев
- Димитър Бурков
- Боян Славов
- Тодор Бурков
- Драгомир Труфчев
- Стефан Халдъров
- Недю Кузманов
- Петър Бояджиев
- Борис Стоянов
- Страхил Радославов
- Георги Дамянов
- Андрей Андреев
- Христо Паскалев (Карло)
- Божидар Владимиров
- Панайот Минчев
- Ненко Ненков
- Димитър Пемперски
- Борислав Милушев
- Веселин Вълков
- Красимир Александров (Сарти)
- Веселин Чобанов
- Илия Булашев
- Борис Якимов (Блажко)
- Стефан Белчев
- Николай Бъчваров
- Йордан Сребров
- Добромир Дафинов
- Тодор Капралов
- Юлиян Нейчев
- Ненко Драгнев
- Георги Глухчев
- Радослав Комитов
- Калин Артакиев
- Иван Енчев
- Борислав Дичев
- Красимир Тодоров
- Венцислав Филипов
- Иван Редовски
- Доню Панайотов
- Живко Келепов
- Рачко Асенов
- Жоро Мачкански
- Мирослав Господинов
- Спас Гигов
- Методи Конакчиев
- Диян Първанов
- Петър Сотиров
- Румен Руменов
- Венцислав Харизанов
- Росен Атанасов
- Мартин Христов
- Евгени Курдов
- Андрей Аспарухов
- Ярослав Костадинов
- Иван Тодоров (Кондака)
- Васил Сантуров
- Борислав Василев
- Азис Мустафов (Агата)
- Исмаил Иса
- Христо Александров
- Невен Венков
- Верони Страшников